# Different (альбом Кейт Райан)
| Оценки критиков | Оценки критиков |
| Источник        | Оценка          |
| --------------- | --------------- |
| Allmusic        | [ 1 ]           |
| Laut.de         | [ 2 ]           |

Different (с англ. — «Другая») — дебютный студийный альбом бельгийской певицы Кейт Райан, выпущенный в 2002 году.

## Об альбоме
Кэйт Райан начала работу над альбомом в году 2000, в то время она познакомилась с продюсером Филом Уайльдом, позже к их дуэту присоединится ещё один продюсер Энди Йанссенс. В 2001 году они выпустили сингл «Scream for More», который стал крайне популярным в Бельгии и Дании. Следующий сингл, «UR (My Love)», также был популярным в Бельгии. Но настоящим хитом на альбоме стал третий сингл — кавер-версия известной песни Милен Фармер «Désenchantée».
Альбом был издан 17 июня 2002 года на лейбле EMI. Пластинка пользовалась популярностью, продажи превысили 250 000 копий, альбом получил золотую сертификацию в Бельгии, а позже и платиновую в Польше, где альбом занял первое место. В 2003 году альбом был переиздан, в новое издание вошла ещё одна кавер-версия песни Милен Фармер «Libertine», которая стала пятым и последним синглом.

## Список композиций
| №                   | Название                       | Автор(ы)                                            | Длительность |
| ------------------- | ------------------------------ | --------------------------------------------------- | ------------ |
| 1.                  | «Scream for More»              | Кейт Райан, Энди Йанссенс                           | 4:00         |
| 2.                  | «Désenchantée»                 | Лоран Бутонна, Милен Фармер                         | 3:38         |
| 3.                  | «UR (My Love)»                 | Кейт Райан, Энди Йанссенс                           | 3:44         |
| 4.                  | «So in Love»                   | Кейт Райан, Энди Йанссенс, Фил Уайлд, Shamrock      | 4:01         |
| 5.                  | «Free Your Mind»               | Нина Бабет, Фил Уайлд                               | 5:07         |
| 6.                  | «In Your Eyes»                 | Нина Бабет, Энди Йанссенс, Фил Уайлд                | 5:59         |
| 7.                  | «One Happy Day»                | Кейт Райан, Энди Йанссенс                           | 4:28         |
| 8.                  | «Lift Me Higher»               | Кейт Райан, Фил Уайлд                               | 3:28         |
| 9.                  | «Through the Eyes»             | Кейт Райан, Энди Йанссенс                           | 3:43         |
| 10.                 | «Got to Move On»               | Кейт Райан, Фил Уайлд                               | 3:48         |
| 11.                 | «Head Down»                    | Кейт Райан                                          | 4:08         |
| 12.                 | «Magical Love»                 | Кейт Райан, Энди Йанссенс                           | 3:45         |
| 13.                 | «Mon cœur résiste encore»      | Кейт Райан, Энди Йанссенс, Тьерри Биджек            | 4:01         |
| 14.                 | «Nos regards qui m’enflamment» | Нина Бабет, Энди Йанссенс, Фил Уайлд, Тьерри Биджек | 3:56         |
| 15.                 | «Ne baisse pas la tête»        | Кейт Райан, Марк Глисон                             | 4:08         |
| Общая длительность: | Общая длительность:            | Общая длительность:                                 | 59:03        |

| №   | Название                               | Автор(ы)                                            | Длительность |
| --- | -------------------------------------- | --------------------------------------------------- | ------------ |
| 1.  | «Désenchantée»                         | Лоран Бутонна, Милен Фармер                         | 3:38         |
| 2.  | «UR (My Love)»                         | Кейт Райан, Энди Йанссенс                           | 3:47         |
| 3.  | «Mon cœur résiste encore» (radio edit) | Кейт Райан, Энди Йанссенс, Тьерри Биджек            | 3:47         |
| 4.  | «Libertine»                            | Лоран Бутонна, Жан-Клод Декеан                      | 3:13         |
| 5.  | «So in Love»                           | Кейт Райан, Энди Йанссенс, Фил Уайлд, Shamrock      | 4:01         |
| 6.  | «Free Your Mind»                       | Нина Бабет, Фил Уайлд                               | 5:07         |
| 7.  | «Head Down»                            | Кейт Райан                                          | 4:08         |
| 8.  | «Scream for More» (radio edit)         | Кейт Райан, Энди Йанссенс                           | 3:49         |
| 9.  | «In Your Eyes» (radio edit)            | Нина Бабет, Энди Йанссенс, Фил Уайлд                | 3:10         |
| 10. | «One Happy Day»                        | Кейт Райан, Энди Йанссенс                           | 4:28         |
| 11. | «Lift Me Higher»                       | Кейт Райан, Фил Уайлд                               | 3:28         |
| 12. | «Through the Eyes»                     | Кейт Райан, Энди Йанссенс                           | 3:43         |
| 13. | «Nos regards qui m'enflamment»         | Нина Бабет, Энди Йанссенс, Фил Уайлд, Тьерри Биджек | 3:56         |
| 14. | «Got to Move On»                       | Кейт Райан, Фил Уайлд                               | 3:48         |
| 15. | «Ne baisse pas la tête»                | Кейт Райан, Марк Глисон                             | 4:08         |
| 16. | «Magical Love»                         | Кейт Райан, Энди Йанссенс                           | 3:45         |

| Чарт (2002)                         | Пиковая позиция |
| ----------------------------------- | --------------- |
| Австрия (Ö3 Austria)                | 26              |
| Бельгия/Фландрия (Ultratop)         | 8               |
| Германия (Media Control)            | 23              |
| Дания (Hitlisten)                   | 22              |
| Нидерланды (Album Top 100)          | 88              |
| Финляндия (Suomen virallinen lista) | 36              |
| Польша (OLiS)                       | 1               |
| Португалия (AFP)                    | 18              |
| Швейцария (Schweizer Hitparade)     | 14              |
| Швеция (Sverigetopplistan)          | 17              |

| Регион | Сертификация | Продажи |
| --- | ------------ | ------- |
| Бельгия (BEA) | Золотой      | 10 000* |
| Польша (ZPAV) | Платиновый   | 20 000* |
| * Данные о продажах приведены только на основе сертификации. ^ Данные о тиражах приведены только на основе сертификации. |              |         |